# 朗根苏茨巴克
朗根苏茨巴克（法語：Langensoultzbach，发音：[laŋgənsult͡sbak] 或 [laŋənsult͡sbax]；德语：Langensulzbach；阿尔萨斯语：Làngesulzbàch）是法国下莱茵省的一个市镇，属于阿格诺-维桑堡区（Haguenau-Wissembourg）和赖什索芬县（Reichshoffen）。该市镇总面积13.09平方公里，2009年时的人口为937人。

## 人口
朗根苏茨巴克人口变化图示